# 蚰蜒
蚰蜒（ㄧㄡˊ ㄧㄢˊ）是節肢動物門、唇足綱之下蚰蜒目（學名：Scutigeromorpha）物种的統稱，俗稱錢串子、草鞋蟲、草鞋底、蓑衣蟲、香油蟲和毛乍乍等，古名䗅𧕯。在中國古代，“蚰蜒”一詞原指地蜈蚣目（Geophilomorpha）中的長頭地蜈蚣屬（Mecistocephalus），自明朝以來此詞的指代對象轉變為現今生物學上定義的蚰蜒。
蚰蜒目現存3科，包含約100個已確認的物種，而實際種數可能超過150個。除南极洲外，世界各大洲的热带和温带地區均有分布。欧洲常見的種類為家蚰蜒（Scutigera coleoptrata），东亚常見的種類為花蚰蜒（Thereuonema tuberculata）和大蚰蜒（Thereuopoda clunifera）。牠們的總體特徵是形似蜈蚣而較小，有15對細長易脫落的步足和1對能分泌毒液的顎足。

## 生理特徵
蚰蜒多呈黃褐色，成蟲體長2–3.5厘米，個別热带地区的種類可達約8厘米。頭部圓拱形，有一對細長多節的鞭狀觸角，觸角上有一感受器；口器共三對，包括一對大顎（英文：mandible）與兩對小顎（英文：maxilla）；第一對附肢特化為顎足，顎足末端呈鉤爪狀，頂端有毒腺開口，能分泌毒液。軀幹分為15個體節，被8個延長的番茄狀背板（英文：tergum）覆蓋；開放型的短氣管呈狹縫狀，一端通向心包，另一端開口於背板後緣。每個體節各有一對細長的步足，步足的長度從前向後遞增，以減少前後鄰足運動時造成的干擾；跗節在步足中佔比極長，分為許多小節（第一跗節至少4節，第二跗節至少5節）。最後一對步足不用於行走，呈觸角狀，長度遠超其他步足，其跗節分為500小節，第一和第二跗節分節不明顯。從卵中剛孵化的幼蟲僅有4個具足體節，在首次蜕皮時長出一對新步足，之後每次蜕皮都會長出兩對步足。
蚰蜒是行動最迅速的多足動物類群，某些種類的移動速度可達每秒40厘米。逃避敵害時，蚰蜒的最後一對步足會脫落（參閱：自割），脫落的步足有時還會抽搐幾分鐘以迷惑敵方，日後牠們經過幾次蛻皮，會重新長出完整的步足。
作為唇足綱中背氣門亞綱僅存的代表，蚰蜒的氣孔（氣管開口）位於背板上且不成對，而更為進步的側氣門亞綱則在體側生有成對的氣孔。此外，蚰蜒是唇足綱中唯一通过血蓝蛋白輸送氧气的類群，也是唯一保留了複眼的類群，擁有唇足動物中最好的視力。

## 生活習性
蚰蜒常出沒於人類居住和活動處所，在室外大多棲息於磚瓦、石塊和枯枝落葉層之下。屬夜行性食肉動物，捕食蜘蛛、臭蟲、白蟻、蟑螂、蠹魚、蚂蚁和蒼蠅等小型节肢动物。會用顎足將毒液注入獵物體內，並將獵物肢解，吃掉其身上的柔軟部位。

## 危害和用途
蚰蜒以居家的害蟲為食，被認為是一類益蟲，但牠們細長而多足的外表令人不安，很少有人願與牠們同居一室。蚰蜒中常見的家蚰蜒雖無攻擊性，亦無足夠的力量輕易咬破人的皮膚，但有時會出於自衛而蜇刺人類。其毒液注入人體後，會導致嚴重的腫脹和疼痛。

## 備註
1. ↑  在英語中，“蜈蚣”（centipede）為唇足綱動物的統稱，蚰蜒被視作其中一類，稱之為“家蜈蚣”（house centipede）[6]，而漢語中的“蜈蚣”一詞多指除蚰蜒以外的唇足動物。

## 外部連結
- 维基文库中的相關文獻：
  - 《欽定古今圖書集成·博物彙編·禽蟲典·第一百八十五卷（蚰蜒部）》
  - 《清稗類鈔·動物類》
- 维基词典中的词条「蚰蜒」
- Mikko's Phylogeny Archive（米科的系统发生档案馆）网站上有关蚰蜒目的分类信息（页面存档备份，存于）